# Lorenzo Roverella
Lorenzo Roverella (Rovigo, c. 1420 - Asciano, 23 de julio de 1474) fue un eclesiástico, teólogo, diplomático y médico italiano.

## Biografía
Hijo del notario Giovanni Roverella, que fue camarlengo del marqués de Ferrara Leonelo de Este, y de Beatrice Lendinara, tuvo varios hermanos: Bartolomeo, Nicolò, Margherita, Giacoma, Pietro, Giacomo y Florio.
Se desconocen sus primeros años de vida.  En 1443 obtuvo el doctorado en Artes y Medicina por la Universidad de Padua, en la que posteriormente ejerció como profesor.  En esta época compuso varios tratados teológicos que actualmente se encuentran perdidos.
Con el apoyo de su hermano Bartolomeo, que fue arzobispo de Rávena y cardenal, Lorenzo comenzó su carrera eclesiástica: en 1445 era clérigo de Adria, y el año siguiente subdiácono apostólico en Roma, con dispensa para postergar las órdenes menores.  Entre 1449-54 completó sus estudios de Teología en La Sorbona de París, y a su regreso a Italia el papa Calixto III le nombró canónigo de la catedral de Ferrara y nuncio en Viena.
Durante el pontificado de Pío II fue preboste de Arrás, canónigo de Lieja, obispo de Ferrara desde 1460, abreviador, legado apostólico en Francia, Alemania, Bohemia y Hungría y tesorero de las finanzas destinadas a la organización de la cruzada contra los otomanos.  Durante los de Paulo II y Sixto IV ejerció como datario, e intervino en las negociaciones de paz tenidas en Bolonia entre Bartolomeo Colleoni y la Liga itálica, y en las que se llevaron a cabo en Hungría para resolver el conflicto entre Jorge de Podiebrad y Matías Corvino.
En febrero de 1474 fue nombrado gobernador de Perugia, pero murió cinco meses después en la abadía de Monte Oliveto.  Su cuerpo fue sepultado en el monasterio de San Giorgio de Ferrara, donde todavía puede verse su monumento fúnebre construido por Antonio Rossellino con un epitafio compuesto por Tito Strozzi.

## Referencias

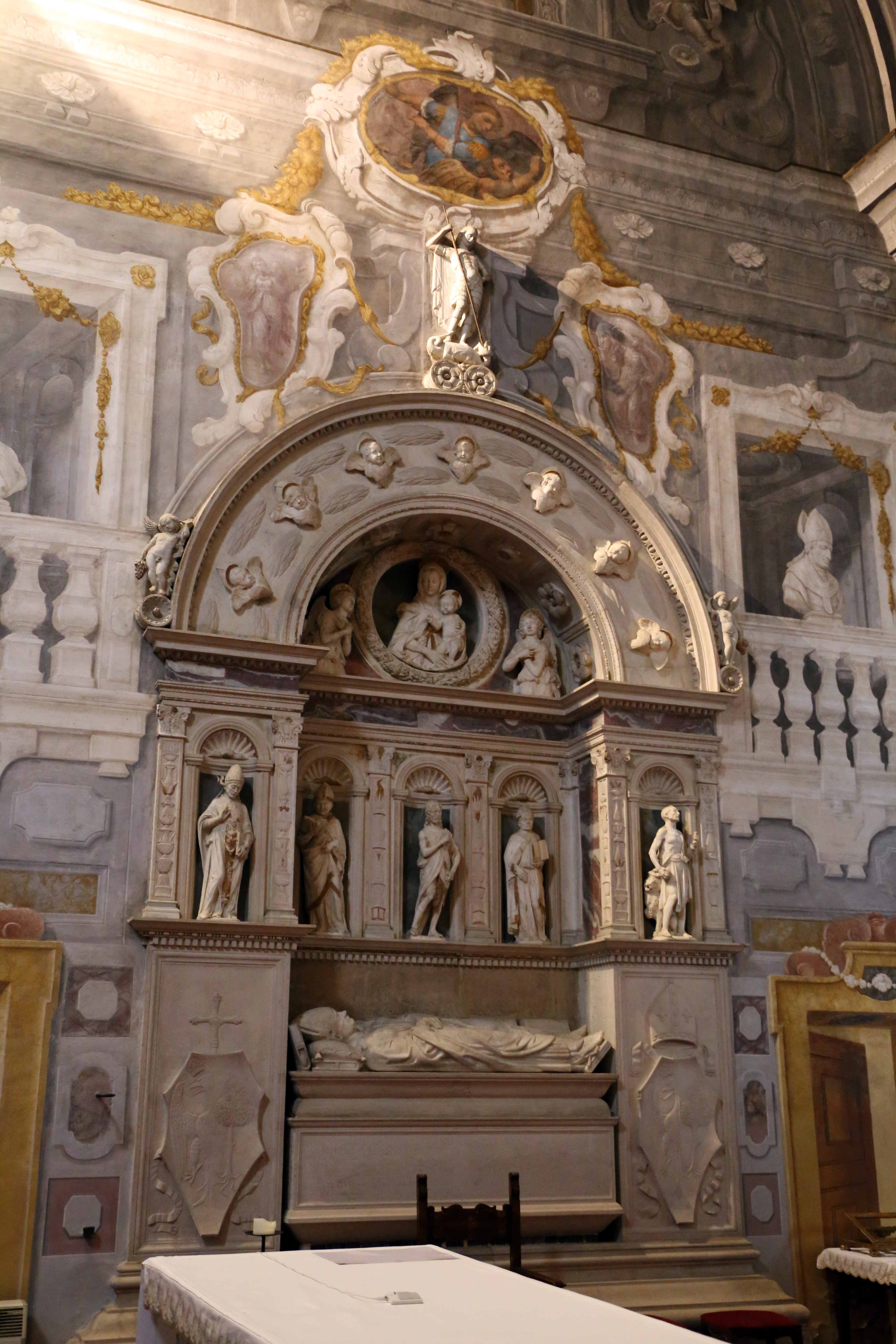
Sepultura del obispo Roverella en San Giorgio de Ferrara.